# Govert Bidloo

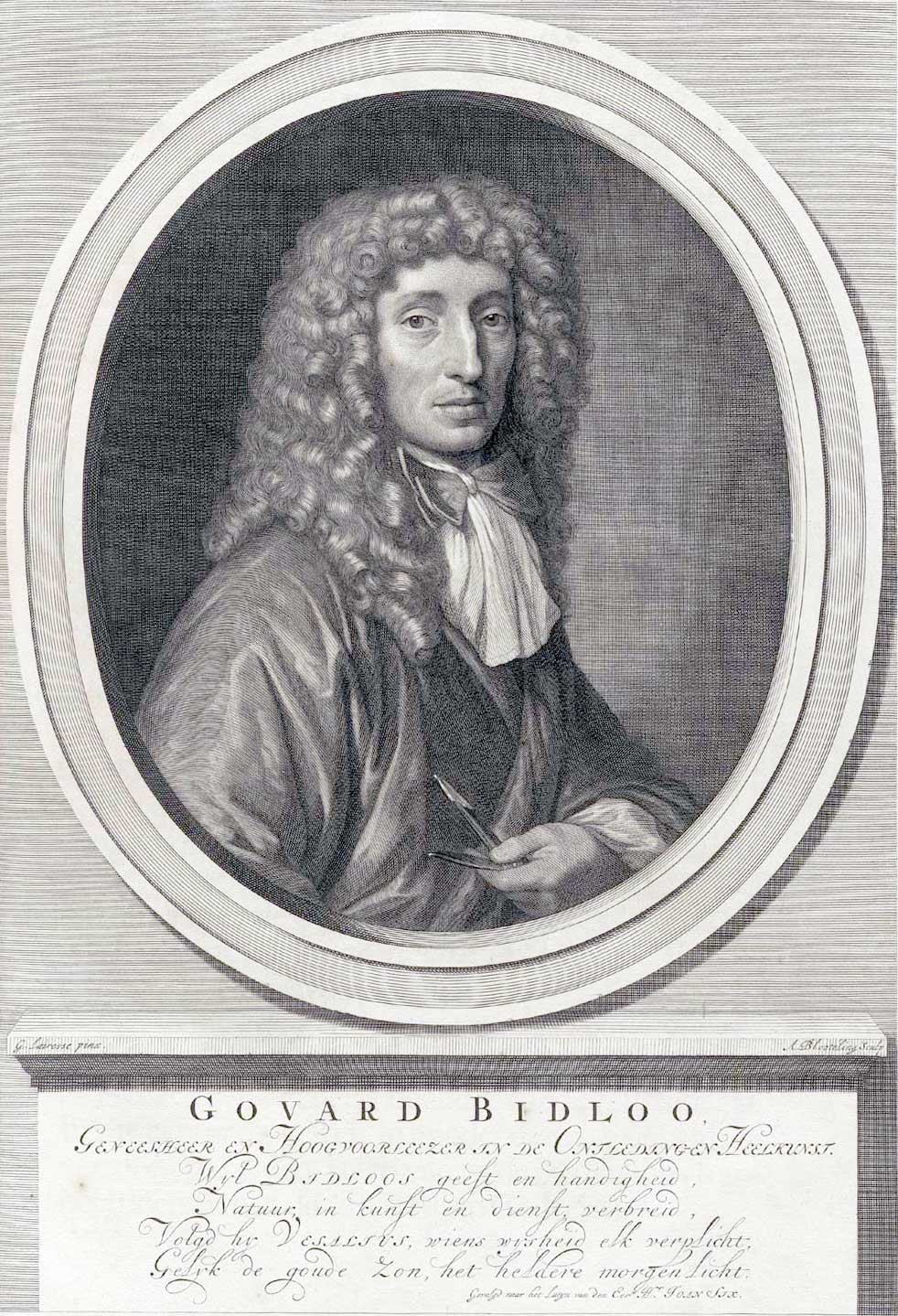
Govert Bidloo, kopergravure van Gerard de Lairesse (1690)

Govert of Govard Bidloo (Amsterdam, 12 of 21 maart 1649 – Leiden, 30 maart of 21 april 1713) was een chirurgijn, anatoom, lijfarts, hoogleraar, schrijver van toneelwerk en librettist.

## Biografie
Bidloo was de zoon van een winkelier. Aanvankelijk opgeleid tot chirurgijn werd hij omstreeks 1670 leerling van de anatoom Frederik Ruysch (1638-1731). Daarnaast hield Bidloo zich bezig als schrijver van toneelwerken en dramaturg van Phaëton, Salmoneu, werken van Vondel. Hij was lid van of bezocht het gezelschap Nil Volentibus Arduum. Bij de Vrede van Nijmegen voerde Bidloo een vertoning op in de Schouwburg van Van Campen in samenwerking met Joan Pluimer. Hij en de andere leden van Nil Volentibus Arduum keerden zich vooral tegen de spektakelstukken van Jan Vos en de kluchten van Bredero die veel succes hadden. Het is mogelijk een reactie op het realisme; men streefde naar meer verfijning, weelde en voornaamheid. Hermanus Amya liet een notarieel stuk opmaken, twee dagen na het opvoeren van De muitery en nederlaag van Midas, koning Onverstand, of Comma, Punct, Parenthesis, een toneelstuk geschreven door Bidloo, waarin werd vastgelegd, dat al de door Bidloo aangevallen personen duidelijk door het publiek waren herkend. "De verontwaardiging omtrent het stuk was groot en het regende schotschriften", aldus Worp in de "Geschiedenis van den Amsterdamschen schouwburg".
Bidloo liet zijn toneelstukken met balletten en muziek afwisselen, gecomponeerd door Johan Schenck. De eerste opera op Nederlandse tekst, op de Zinspreuk, Zonder Spys en Wyn, Kan geen Liefde zyn en op libretto van Govert Bidloo, is op muziek gezet door Schenk. Mogelijk was het een zangspel. Het werk kreeg zijn première in 1686 in de Amsterdamse schouwburg. Bidloo moest het ontgelden, vanwege de heidense taferelen, en kreeg veel kritiek op zijn spektakelstuk:
Wilt gij een Op’ra zien van zuipen, zwelgen, brassen,

Vol Bachenaalspel, en baldaadige grimmassen? 

Gy vind het allerbest in Bidloos huis verbeeld. 

Daar hij voor Bacchus en zijn Wijf voor Venus speelt.
Bidloo had concurrentie van David Lingelbach, die Franse opera's opvoerde in Buiksloot, tot 1687 toen Lingelbach directeur werd van de schouwburg aan de Keizersgracht. Tot 1690 werden er Franse opera's, o.a. van Lully uitgevoerd, maar toen de bezoekersaantallen en de inkomsten onvoldoende waren om de kosten te bestrijden werd de productie gestopt.

### Geneesheer
Bidloo had niet stilgezeten en geneeskunde gestudeerd. Hij promoveerde op 8 mei 1682 aan Universiteit van Franeker. In 1688 werd hij lector in de ontleedkunde in 's Gravenhage. In 1690 werd hij militair arts en hoofd van de geneeskundige dienst, drie jaar later ook in Engeland. Bij het bezoek van stadhouder Willem III in februari 1691 aan Den Haag, vanwege besprekingen met de anti-Franse liga, publiceerde Bidloo Komst van zijne majesteit Willem III, Koning van Groot Britanje enz. in Holland. Romeyn de Hooghe ontwierp een groot aantal decoraties en maakte de prenten bij het boek. In 1690 schreef Bidloo samen met Romeyn de Hooghe een aantal schotschriften tegen de burgemeesters van de stad Amsterdam. Prof. Bidloo woonde in de Gouden Bocht, op Herengracht 455.
In 1694 werd Bidloo hoogleraar in de ontleed- en heelkunde te Leiden, tot hij in 1701 door koning Willem III naar Londen werd ontboden als lijfarts. De stadhouder-koning stierf in zijn armen, of in die van Hans Willem Bentinck. In 1702 werd hij opnieuw hoogleraar in Leiden, waar hij 30 maart 1713 stierf. Bidloo is opgevolgd door Herman Boerhaave.
Nicolaas Bidloo, zijn neef, werd in 1702 lijfarts van Peter de Grote. Bidloo vroeg vanwege een slechte gezondheid ontheffing van het begeleiden van de tsaar op veldtochten. Evenals zijn oom had hij kennis van muziek en toneel. In het door hem opgerichte Moskouse legerhospitaal werden de eerste wereldlijke toneelopvoeringen in Rusland gegeven.